# Lista de artistas do Romantismo
Esta é uma lista de artistas do Romantismo.

## Romantismo alemão
- Caspar David Friedrich (pintor)
- Johannes Brahms (compositor)
- Joseph Görres (escritor, ensaísta)
- Jakob Grimm (coletor de história, lingüista)
- Wilhelm Grimm (coletor de história, lingüista)
- Philipp Otto Runge (pintor)
- Adam Müller (crítico literário e teórico político)
- Novalis (poeta, novelista)
- Joseph von Eichendorff (poeta, escritor)
- Friedrich Schlegel (poeta, teórico)
- August Wilhelm Schlegel (poeta, tradutor, teórico)
- Franz Schubert (compositor)
- Robert Schumann (compositor, polemista)
- Ludwig Tieck (novelista, tradutor)
- Ludwig Uhland (poeta, dramaturgo)
- E.T.A. Hoffmann (escritor, compositor)
- Adolf von Henselt (compositor)
- Zacharias Werner (poeta, dramaturgo)
- Ludwig van Beethoven (compositor)
- Johann Wolfgang von Goethe (novelista, poeta, cientista)
- Richard Wagner (compositor)
- Friedrich Hölderlin (poeta)
- Heinrich Heine (poeta)
- Friedrich Wilhelm Joseph Schelling (filósofo)
- Johann Gottlieb Fichte (escritor, teórico)
- Adrian Ludwig Richter (pintor)
- Carl Spitzweg (pintor)
- Eberhard Wächter (pintor)
- Gerhard von Kügelgen (pintor)
- Membros do Movimento Nazareno (artistas plásticos)
- Carl Maria von Weber (compositor)
- Felix Mendelssohn (compositor)
- Franz Liszt (compositor)
- Heinrich von Kleist (poeta, dramaturgo, novelista)
- Friedrich Schleiermacher (teólogo, filósofo)
- Wilhelm Heinrich Wackenroder (escritor)

## Romantismo brasileiro
- Joaquim Manuel de Macedo (novelista)
- José de Alencar (novelista)
- Castro Alves (poeta)
- Gonçalves Dias (poeta)
- Fagundes Varela (poeta)
- Casimiro de Abreu (poeta)
- Álvares de Azevedo (poeta, contista)
- Bernardo Guimarães (novelista)
- Manuel Antônio de Almeida (novelista)
- Visconde de Taunay (pintor)
- Vander de Góis (escritor)

## Romantismo colombiano
- José Asunción Silva (Poeta, conhecido por seus poemas Nocturno )
- Jorge Isaacs (escritor, autor de María)

## Romantismo checo
- Karel Hynek Mácha (poeta)
- Bedřich Smetana (músico)
- Ján Kollár (contos de fadas)
- Antonín Dvořák (músico)

## Romantismo estoniano
- Theodor Altermann (dramaturgo)
- Eduard Bornhöhe (escritor)
- Indrek Hirv (poeta)
- Villem Kapp (compositor)
- Lydia Koidula (poeta)
- Friedrich Reinhold Kreutzwald (escritor)
- Johann Köler (pintor)
- Ants Lauter (dramaturgo)
- Artur Lemba (compositor)
- Mihkel Lüdig (compositor)
- Liina Reiman (dramaturgo)
- Andres Saal (escritor)

## Romantismo escocês
- Robert Burns (poeta, considerado um precursor do romantismo britânico, juntamente com Thomas Gray)
- James Macpherson (poeta)
- Walter Scott (poeta e romancista histórico)
- George MacDonald (autor, poeta)
- John Duncan (pintor)

## Romantismo espanhol
O romantismo espanhol surgiu nos anos seguintes as Guerras Napoleónicas, e atingiu seu ápice na década de 1840. Muito do Romantismo espanhol serve como crítica da sociedade espanhola contemporânea, como pode ser visto diretamente nos Articulos de Costumbre (ensaios sobre costumes / dia de vida) por Larra. Importantes obras literárias no romantismo espanhol incluem ensaios Larra (cada artigo publicado separadamente até 1836),  Don Juan Tenorio por Zorrilla (1844), El Estudiante de Salamanca (1840) e Poesias (1840) por Espronceda, e Rimas y Leyendas por Becquer (1871). 
- Mariano Jose de Larra (ensaísta)
- José de Espronceda (poeta, escritor de contos)
- Jose Zorrilla (dramaturgo, poeta)
- Gustavo Adolfo Becquer (poeta, escritor de contos)
- Francisco Goya (pintor)

## Romantismo francês
- Alexandre Dumas, pai (escritor)
- Charles-Valentin Alkan (compositor)
- Honoré de Balzac (novelista)
- Hector Berlioz (compositor)
- Georges Bizet (compositor)
- François-René de Chateaubriand (escritor)
- Eugène Delacroix (pintor)
- Théophile Gautier (poeta)
- Théodore Géricault (pintor)
- Victor Hugo (poeta, novelista, dramaturgo)
- Alphonse de Lamartine (poeta)
- Alfred de Musset (poeta)
- Charles Nodier, (escritor), líder do movimento romântico
- Jean-Jacques Rousseau (fundamentos filosóficos)
- George Sand (novelista)
- Stendhal (novelista)
- Eugène Emmanuel Viollet-le-Duc (arquiteto)
- Alfred de Vigny (poeta)

## Romantismo galês
- Iolo Morganwg
- Felicia Hemans

## Romantismo holandês
- Hildebrand / Nicolaas Beets (Escritor, teólogo e poeta)
- Willem Bilderdijk (Poeta)
- Jacob Geel (Escritor, acadêmico e crítico)
- Multatuli / Eduard Douwes Dekker (Escritor)
- Mata Hari  (cortesã)

## Romantismo húngaro
- Sándor Petőfi (poeta)
- Mihály Vörösmarty (poeta)
- Mór Jókai (escritor)
- Imre Madách (dramaturgo)
- Franz Liszt (compositor)

## Romantismo inglês
- Samuel Palmer (artista visual)
- William Blake (pintura, gravura, poesia)
- George Gordon Byron, 6º Barão Byron (poesia)
- John Clare (poeta)
- Samuel Taylor Coleridge (filosofia, poesia, crítica, erudito alemão)
- John Constable (pintura)
- Thomas de Quincey  (ensaios, criticismo, biografia)
- Ebenezer Elliot   (Ativista, poeta)
- William Hazlitt  (criticismo, ensaios)
- John Keats (poesia)
- Charles Lamb (poesias, ensaios)
- Mary Shelley  (novelas)
- Percy Bysshe Shelley (poesia)
- Robert Southey (poesias, biografia)
- J. M. W. Turner (pintura)
- William Wordsworth (poesia)
- Dorothy Wordsworth  (diários)
- John William Waterhouse  (pintura, também um pré-rafaelita)

## Romantismo irlandês
- Thomas Davis (poeta, teórico político)
- James Clarence Mangan (poeta)
- Thomas Moore (poeta)
- Padraic Pearse (poeta, jornalista, revolucionário)
- Oscar Wilde (poeta e autor)

## Romantismo italiano
- Aleardo Aleardi (poeta)
- Giuseppe Gioacchino Belli (poeta)
- Giovanni Berchet (poeta)
- Ugo Foscolo (poeta, romancista, teórico político)
- Giacomo Leopardi (poeta, filósofo)
- Alessandro Manzoni (novelista)
- Giuseppe Mazzini (political theorist)
- Giuseppe cuzin (poeta, satírico)
- Ippolito Pindemonte (poeta)
- Carlo Porta (poeta)
- Giovanni Prati (poeta, teórico político)

## Romantismo norte-americano
- Albert Bierstadt (pintor, alemão de nascimento)
- George Catlin (pintor)
- William Cullen Bryant (poeta)
- Wilfred Campbell (poeta, Canadense)
- James Fenimore Cooper (novelista)
- Emily Dickinson (poeta)
- Ralph Waldo Emerson (poeta, ensaísta)
- ZB Fischer (escritor, poeta, músico)
- Louis Moreau Gottschalk (compositor)
- Nathaniel Hawthorne (novelista)
- Washington Irving (novelista, satírico)
- Archibald Lampman (poeta)
- Henry Wadsworth Longfellow (poeta)
- James Russell Lowell (escritor)
- Edward MacDowell (compositor)
- Herman Melville (novelista)
- Edgar Allan Poe (poeta, contista)
- Charles Sangster (poeta, Canadense)
- Henry David Thoreau (poeta, ensaísta)
- Walt Whitman (poeta)
- John Greenleaf Whittier (poeta)

## Romantismo norueguês
- Henrik Wergeland (poeta)
- Edvard Grieg (compositor)
- Johann Sebastian Welhaven (poeta)
- Adolph Tidemand (pintor)
- Hans Gude (pintor)
- Johan Christian Dahl (pintor)
- Melissa Daschler  (poeta)

## Romantismo polonês
O romantismo na Polônia foi seguido, após a desastrosa Revolta de Janeiro de 1863, por um período conhecido como  positivismo.
- Frédéric Chopin (compositor)
- Adam Jerzy Czartoryski (escritor)
- Józef Dunin-Borkowski (poeta)
- Felicjan Faleński (poeta)
- Aleksander Fredro (escritor de comédia)
- Konstanty Gaszyński (poeta)
- Cyprian Godebski (poeta)
- Seweryn Goszczyński (poeta)
- Józef Korzeniowski (escritor)
- Zygmunt Krasiński (poeta)
- Józef Ignacy Kraszewski (escritor)
- Joachim Lelewel (filósofo)
- Antoni Malczewski (poeta)
- Piotr Michałowski (pintor)
- Adam Mickiewicz (poeta)
- Stanisław Moniuszko (compositor)
- Anna Mostowska (escritor)
- Cyprian Kamil Norwid (poeta)
- Wincenty Pol (poeta)
- Juliusz Słowacki (poeta)
- Franciszek Syrokomla (poeta)
- Andrzej Towiański (filósofo)
- Kornel Ujejski (poeta)
- Henryk Wieniawski (compositor)

## Romantismo português
- Almeida Garrett (escritor, poeta, dramaturgo, jornalista)
- Alexandre Herculano (escritor, romancista, poeta, jornalista, historiador)
- António Feliciano de Castilho (escritor, poeta, tradutor)
- Camilo Castelo Branco (escritor, romancista)
- Francisco Augusto Metrass (artista)
- João Cristino da Silva (artista)
- João de Deus (escritor, poeta)
- João de Lemos (escritor, poeta)
- José Vianna da Motta (compositor e pianista)
- Miguel Ângelo Pereira (compositor e pianista)
- Soares dos Passos (escritor, poeta)

## Romantismo romeno
- Vasile Alecsandri (poeta, dramaturgo)
- Gheorghe Asachi (poeta, contista, dramaturgo)
- Dimitrie Bolintineanu (poeta)
- Cezar Bolliac (poeta)
- George Coşbuc (poeta)
- Dora d'Istria (ensaísta, escritor viajante)
- Mihai Eminescu (um romântico por parte da sua carreira; poeta, contista, ensaísta)
- Nicolae Filimon (romancista e contista)
- Ion Ghica (ensaísta e memorialista)
- Andrei Mureşanu (poeta)
- Costache Negruzzi (contista)
- Alexandru Odobescu (contista)
- Bogdan Petriceicu-Hasdeu (historiador e dramaturgo)
- Ion Heliade Rădulescu (poeta, ensaísta)
- Iosif Vulcan (dramaturgo, contista, ensaísta, romancista)

## Romantismo russo
- Mily Balakirev (compositor)
- Alexander Borodin (compositor)
- Karl Briullov (pintor)
- César Cui (compositor)
- Mikhail Glinka (compositor)
- Mikhail Lermontov (poeta, novelista)
- Modest Mussorgsky (compositor)
- Aleksandr Pushkin (poeta e novelista)
- Nikolai Rimsky-Korsakov (compositor)
- Pyotr Ilyich Tchaikovsky (compositor)
- Vasily Zhukovsky (poeta)
- Konstantin Batyushkov (poeta)
- Orest Kiprensky (pintor)
- Vasily Tropinin (pintor)
- Sergei Lyapunov (compositor)
- Nikolai Medtner (compositor)
- Sergei Bortkiewicz (compositor)
- Anton Arensky (compositor)
- Georgy Catoire (compositor)
- Sergei Rachmaninoff (compositor)

## Romantismo sérvio
- Branko Radičević (poeta)
- Đura Jakšić (poeta, dramaturgo, pintor)
- Jovan Jovanović Zmaj (poeta)
- Laza Kostić (poeta, dramaturgo)
- Petar II Petrović-Njegoš (poeta)
- Kosta Trifković (dramaturgo)

## Outros países
- Adam Gottlob Oehlenschläger (poeta, dramaturgo dinamarquês)
- Anne Louise Germaine de Staël (escritor suíço)
- Egide Charles Gustave Wappers (pintor belga)
- Esaias Tegnér (escritor sueco}
- France Prešeren (poeta esloveno)
- Jónas Hallgrímsson (poeta, ativista político islandês )
- Miguel Barnet (escritor, romancista e etnógrafo cubano)[1]
- Raden Saleh (pintor indonésio)
- Taras Shevchenko (poeta  ucraniano)
- Uładzimir Karatkievič (Escritor bielorrusso)